# Académie d'architecture
Pour les articles homonymes, voir Académie d'architecture (homonymie).
Ne doit pas être confondu avec Académie royale d'architecture.

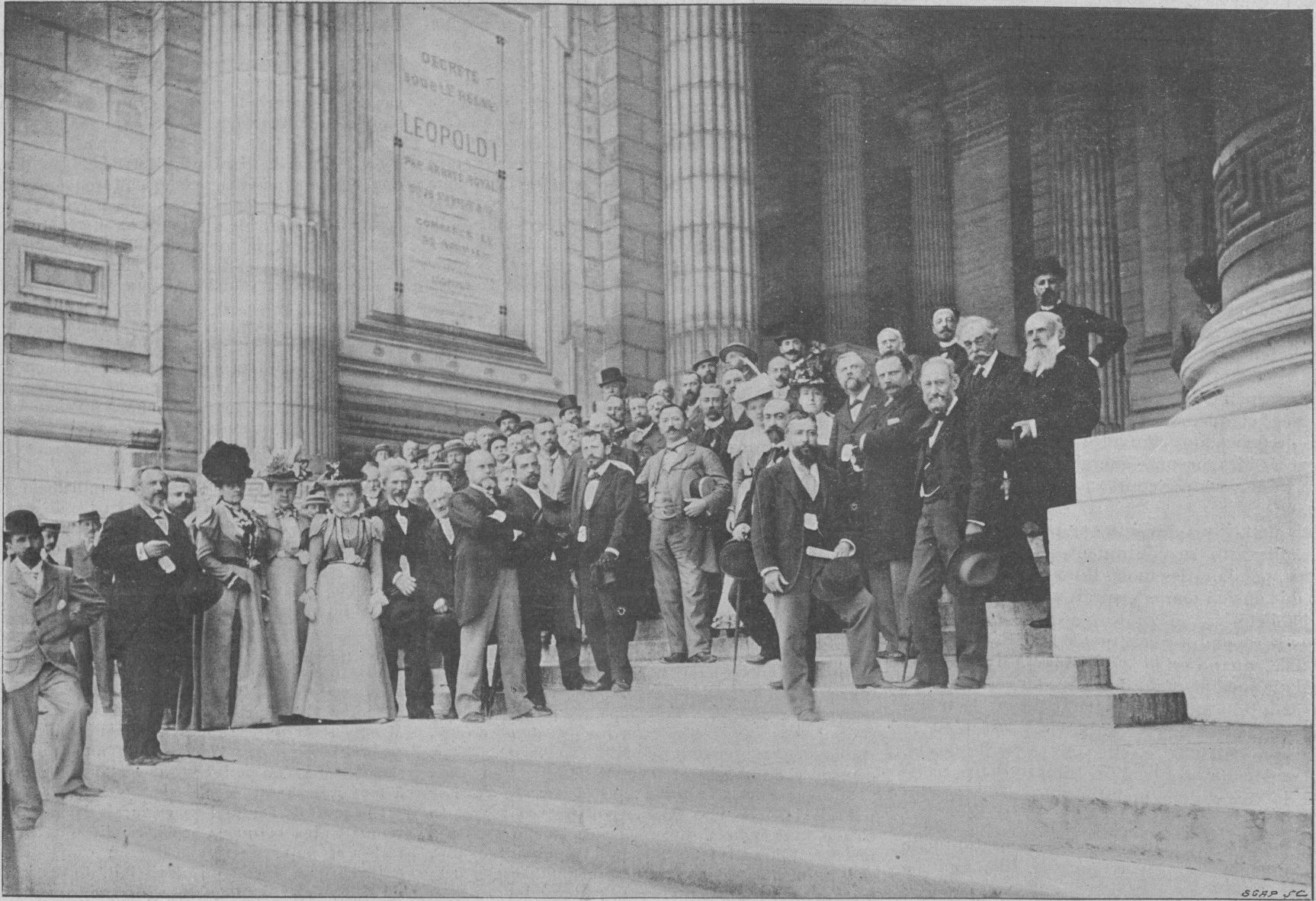
Belgique - Le congrès des architectes français (organisé par la Société centrale des architectes français) est reçu au Palais de Justice de Bruxelles par la Société centrale d'architecture de Belgique (1897).

L'Académie d'architecture est une académie française dont le but est la promotion de la qualité de l'architecture et de l'aménagement de l'espace et de leur enseignement, la recherche de l’amélioration du milieu de vie au bénéfice de l’intérêt général, la rédaction et la publication d’avis relatifs aux questions concernant l’architecture et l’urbanisme, et la recherche et de la conservation des archives sur l'histoire française de l'architecture. Son siège se trouve à Paris, dans l'ancien hôtel de Chaulnes, place des Vosges. Elle conserve aussi un fonds de documents sur l'histoire de l'architecture et des architectes. Elle produit des conférences, des expositions et des documents. Elle distingue chaque année une trentaine d'architectes et de représentants des professions du bâtiment par des prix et récompenses.

## Histoire
Cette académie est l'héritière de la Société centrale des architectes français, autorisée le 27 mai 1843 par le Ministre de l'Intérieur, statuts révisés acceptés par décret en Conseil d'État du 20 novembre 1867. La Société centrale des architectes a établi et adopté en 1895 le Code Guadet qui définit comme non commerciale la pratique professionnelle, et qui est la base du Code des devoirs professionnels voulu par Jean Zay et la création en 1941 de l’Ordre des architectes. Ayant atteint la plupart de ses objectifs, la Société centrale, qui comptait parmi ses membres les architectes français les plus éminents, s’est transformée en 1953 en Académie d’architecture, reprenant ainsi l’appellation donnée en 1671 par Colbert à l'Académie royale d’architecture. Son statut juridique est celui d’une association reconnue d’utilité publique selon les termes de la loi de 1901. 
Elle ne doit pas être confondue avec la section architecture de l'Académie des beaux-arts de l'Institut de France.

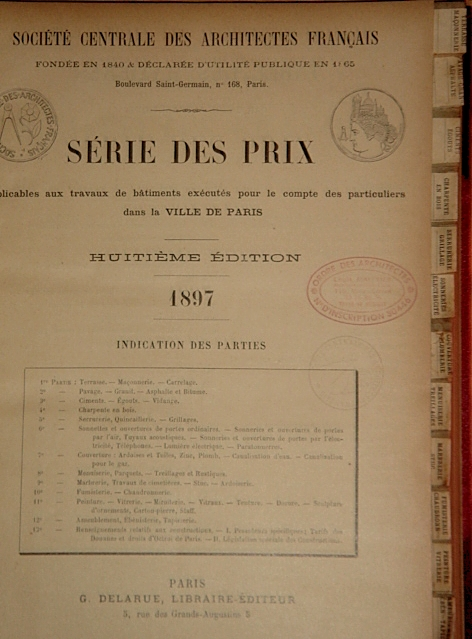
Frontispice de la Série des prix de la Société centrale des architectes français. Édition de 1897.

## Gouvernance
L'Académie d'architecture compte environ 350 membres, dont 220 membres titulaires cooptés parmi les architectes français de notoriété nationale et internationale. Ils doivent avoir « acquis une expérience incontestée dans divers domaines de l'architecture et de l'urbanisme par des travaux de qualité ». Elle comprend également 100 membres associés et 70 membres étrangers. Au total quelque 2 500 architectes depuis 1840 ont été ou sont membres de l'Académie d'architecture.

### Présidents
Catherine Jacquot est élue présidente à l'unanimité le 26 avril 2024, succédant à Pablo Katz (qui après trois mandats de président, devient vice-président).
- 1960-1962 : Henri Marie Delaage[3]
- 1970-1973 : Guillaume Gillet
- 1984-1986 : Daniel Tremblot de La Croix
- 1999-2002 : Jean-Paul Viguier
- 2002-2005 : Aymeric Zublena
- 2005-2008 : Benjamin Mouton
- 2008-2011 : Franck Hammoutène
- 2011-2014 : Thierry Van de Wyngaert
- 2014-2016 : Paul Quintrand
- 2016-2017 : Manuelle Gautrand
- 2017-2018 : [vacance]
- 2018-2019 : Martin Robain
- 2019-2020 : Bertrand Lemoine

## Productions
- Elle a publié la revue L'Architecture[4] (1888-1940)
- Elle est à l'origine du Code Guadet.
- Elle a longtemps édité la Série centrale des prix des travaux de bâtiments, de 1883 jusqu'à son interdiction en 1999, en conséquence de la décision du Conseil de la concurrence et des prix [5].
- Elle décerne chaque année les Prix et récompenses de l'Académie d'architecture, soit une trentaine de médailles y compris pour de jeunes architectes et l'ensemble des métiers du bâtiment.
- Elle décerne chaque année depuis 1996 le prix du livre d'architecture.
- Elle distingue tous les deux ans depuis 1997 le prix de la recherche et de la thèse de doctorat en architecture.
- Elle organise chaque année des conférences thématiques et des tables rondes sur des sujets particuliers, avec des membres de l'Académie d'Architecture ou des personnalités invitées.
- Elle organise un séminaire annuel sur un sujet majeur et ou une actualité concernant l'architecture.
- Elle gère un important fonds d'archives provenant des dons faits par ses membres. Les archives de l'Académie sont depuis le 12 octobre 2017 classées  "Archives historiques". Le fonds d'archives architecturales de l'Académie d'architecture concernant le XXe siècle est exploité en coopération avec la Cité de l'architecture et du patrimoine.
- Elle possède une importante bibliothèque

## Palmarès 2020
La grande médaille d’or a été décernée à Corinne Vezzoni, la médaille d'honneur à Adrien Fainsilber et la médaille de l'urbanisme à Antoine Brès et Béatrice Mariolle. Trente six médailles ont été décernées au total lors de la cérémonie tenue à l'Académie d'architecture le 29 septembre 2020. 

## Palmarès 2019
La grande médaille d’or a été décernée à Mauricio Rocha et Gabriella Carrillo, la médaille d'honneur à Yona Friedman et la médaille de l'urbanisme à Clément Willemin. Trente trois médailles ont été décernées au total lors de la cérémonie tenue à la Maison de l'architecture le 11 juin 2019. 

## Palmarès 2018
La grande médaille d’or est décernée à Marc Barani, la médaille d'honneur à Renée Gailhoustet et la médaille de l'urbanisme à Bas Smets. Trente trois médailles ont été décernées au total lors de la cérémonie tenue à la Maison de l'architecture le 18 juin 2018 .

## Palmarès 2017
La grande médaille d’or est décernée à Bjarke Ingels, une médaille d'honneur à Clotilde et Bernard Barto,.

## Palmarès 2016
Dans la catégorie architecture, la médaille d'or est remise à Anne Lacaton et Jean-Philippe Vassal, architectes, la médaille d'honneur à Valentin Fabre et Jean Perrotet, architectes et le Prix spécial de l’Académie à Mayan Nemeta et Amine Ibnolmobarak, architectes.

## Palmarès 2015
En catégorie architecture, la médaille d’or est décernée à Rafael Aranda, Carme Pigem et Ramon Vilalta de RCR Arquitectes, la médaille d'honneur à Pierre Lajus.